# Karwinskia microphylla
Karwinskia microphylla är en brakvedsväxtart som beskrevs av Karl Suessenguth. Karwinskia microphylla ingår i släktet Karwinskia och familjen brakvedsväxter. Inga underarter finns listade i Catalogue of Life.